# Parafia św. Apostołów Piotra i Pawła w Grudziądzu
Parafia Świętych Apostołów Piotra i Pawła oraz Najświętszej Maryi Panny z Fatimy w Grudziądzu – parafia rzymskokatolicka w diecezji toruńskiej, w dekanacie Grudziądz II, z siedzibą w Grudziądzu. Erygowana 23 czerwca 1983.
Od 18 września 2020 proboszczem parafii jest ks. kan. Krzysztof Dębiec.

## Historia
- 23 czerwca 1983 – powołanie parafii przez biskupa chełmińskiego Mariana Przykuckiego.

## Kościół parafialny
- Kościół parafialny wybudowany w latach 1992–1998.

## Zasięg parafii
Do parafii należą wierni z Grudziądza (ulice: Budowlanych, Centrum Wyszkolenia Kawalerii, Dywizjonu 303, Ikara, Kręta, Krucza, Kustronia, Lotnicza, Łąkowa, Łowicka, Nauczycielska, Parkowa, Polskich Skrzydeł, Skarżyńskiego, Stachonia, Rydygiera, Warszawska).